# Kyōko
Kyōko (jap. きょうこ, キョーコ) – żeńskie imię japońskie.

## Możliwa pisownia
Kyōko można zapisać używając wielu różnych znaków kanji i może znaczyć m.in.:
- 恭子, „pełen szacunku, dziecko”[1]
- 京子, „stolica, dziecko”
- 今日子, „dzisiaj, dziecko”
- 杏子, „morela” (występuje też inna wymowa tego imienia: Anzu)
- 鏡子, „lustro, dziecko”
- 響子, „dźwięk, dziecko”

## Znane osoby
- Kyōko Ariyoshi (京子), japońska mangaka
- Kyōko Fukada (恭子), japońska modelka, aktorka i piosenkarka
- Kyōko Hasegawa (京子), japońska aktorka
- Kyōko Hayashi (京子), japońska pisarka
- Kyōko Hikami (恭子), japońska seiyū
- Kyōko Ina (恭子), japońska łyżwiarka figurowa
- Kyōko Koizumi (今日子), japońska aktorka i piosenkarka
- Kyōko Kishida (今日子), japońska aktorka, seiyū i autorka książek dla dzieci
- Kyōko Kagawa (京子), japońska aktorka
- Kyōko Mizuki (杏子), japońska pisarka
- Kyōko Nagatsuka (京子), japońska tenisistka
- Kyōko Nakayama (恭子), japońska polityk
- Kyōko Nishikawa (京子), japońska polityk
- Kyōko Terase (今日子), japońska seiyū
- Kyōko Yamamoto (京子), piosenkarka J-popowa

## Fikcyjne postacie
- Kyōko (京子), bohaterka mangi i anime Kore wa zombie desu ka?
- Kyōko Honda (今日子), bohaterka mangi i anime Fruits Basket
- Kyōko Iwase (恭子), bohaterka serii Initial D
- Kyōko Kirigiri (響子), bohaterka serii Danganronpa
- Kyōko Mogami (キョーコ), główna bohaterka mangi i anime Skip Beat!
- Kyōko Otonashi (響子), główna bohaterka mangi i anime Maison Ikkoku
- Kyōko Sakura (杏子), bohaterka serii Puella Magi Madoka Magica
- Kyōko Sasagawa (京子), bohaterka anime Katekyō Hitman Reborn!
- Kyōko Suomi (響古) / Time Stranger, główna bohaterka mangi i anime Time Stranger Kyoko
- Kyōko Toshinō (京子), bohaterka mangi i anime YuruYuri
- Kyōko Hori (響古), główna bohaterka anime o mangi Horimiya